# Niederglatt
Niederglatt är en ort och kommun i distriktet Dielsdorf i kantonen Zürich, Schweiz. Kommunen har 5 341 invånare (2023).